# Alexander Reis
Alexander Reis (* 12. Januar 1967 in Bludenz)  ist ein österreichischer Augenchirurg.

## Leben
Reis absolvierte in Innsbruck das Studium der Medizin und wurde 1991 zum Dr. med. promoviert. Nach transplantationsmedizinischer Forschungstätigkeit in Montreal bis 1994, begann er seine chirurgische Ausbildung in der Herzchirurgischen Abteilung der Ludwig-Maximilians-Universität München und setzte diese ab 1995 in der Augenklinik der Heinrich-Heine-Universität Düsseldorf fort. Nach Abschluss der Facharztausbildung für Augenheilkunde 1999, erfolgte im Jahr 2001 die Habilitation und die Verleihung der venia legendi. 
2004 wurde er an die Albert-Ludwigs-Universität Freiburg umhabilitiert und wurde dort 2008 zum Professor ernannt. 2010 eröffnete er die erste privat geführte Klinik im Fürstentum Liechtenstein.
Seit 2014 ist Reis Beisitzer im Vorstand der Liechtensteinischen Ärztekammer mit den Zuständigkeitsbereichen Aus- und Weiterbildung sowie Qualitätssicherung.